# Deir al-Ghusun
Deir al-Ghusun (arabiska: دير الغصون) är ett palestinskt samhälle i Tulkarm-provinsen, belägen åtta kilometer nordost om staden Tulkarm på norra Västbanken i Palestina. Staden ligger nära den gröna linjen (gränsen mellan Israel och Västbanken). År 2017 hade staden 9 936 invånare.

## Demografi
Enligt den palestinska centralbyrån för statistik (PCBS) hade Deir al-Ghusun en befolkning på cirka 9 936 invånare år 2017.  År 1922 hade staden en befolkning på 1 410  och enligt en folkräkning 1945 ökade antalet invånare till 2 220.  År 1961 hade staden 3 376 invånare.  I PCBS första officiella folkräkning 1997 hade staden en befolkning på 7 055 invånare, inklusive 660 flyktingar. Könsfördelningen var 3 612 män och 3 443 kvinnor. 

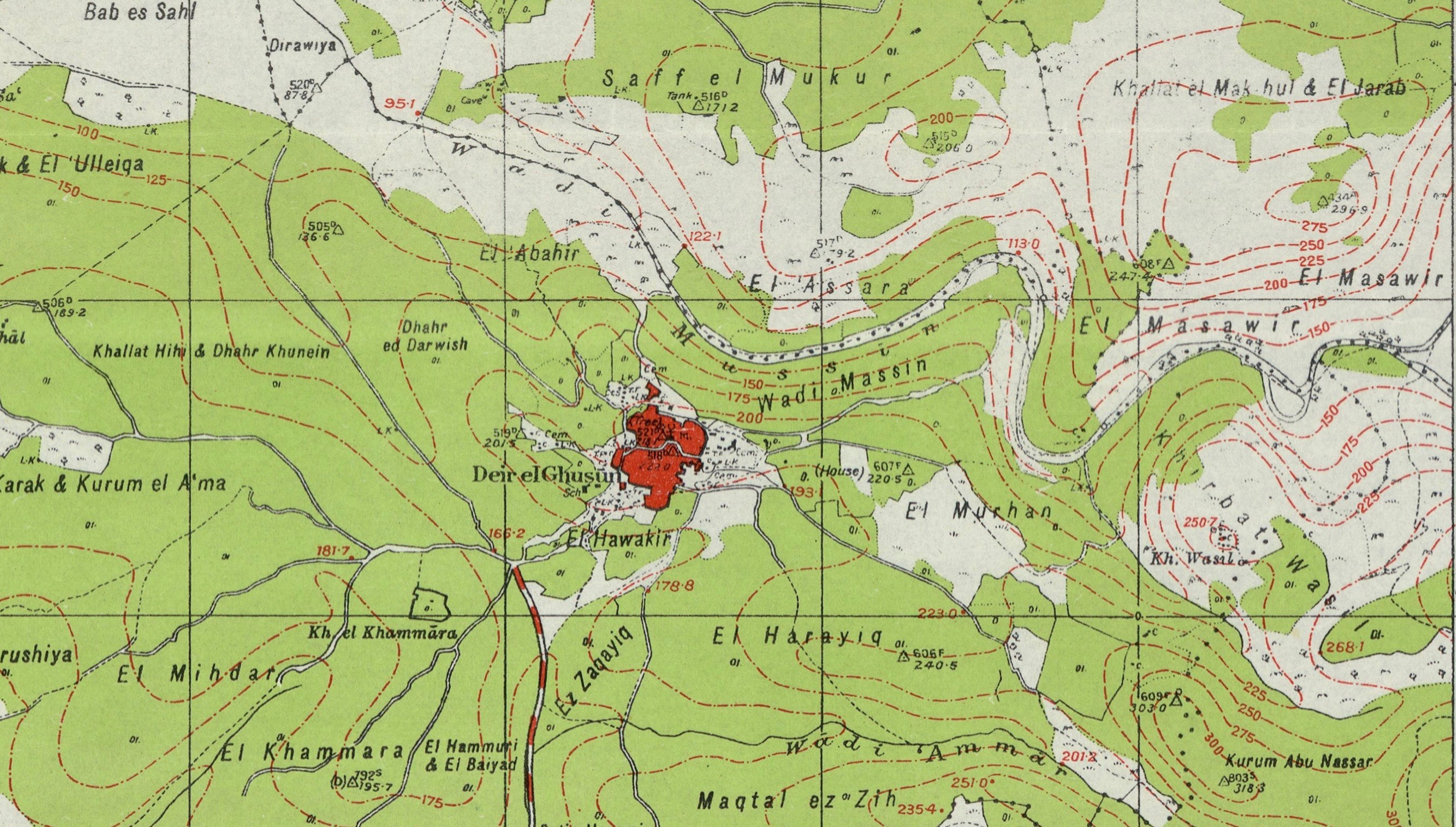
Deir al-Ghusun år 1942 (1:20 000)
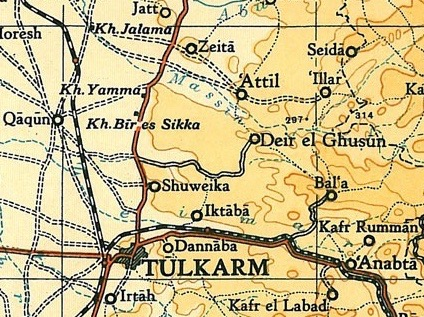
Deir al-Ghusun år 1945 (1:250 000)

### Personer från Deir al-Ghusun
- Salam Fayyad, politiker
- Abd al-Sattar Qasim, författare och akademiker
- Izzat Ghazzawi, författare